# Mindre stråfly
Mindre stråfly, Denticucullus pygmina, är en fjärilsart som först beskrevs av Adrian Hardy Haworth 1809. Arten ingår i släktet Denticucullus och familjen nattflyn, Noctuidae. Mindre stråfly är reproducerande i både Sverige och Finland och enligt respektive rödlista är arten livskraftig, LC i båda länderna. Inga underarter finns listade i Catalogue of Life.

## Bildgalleri

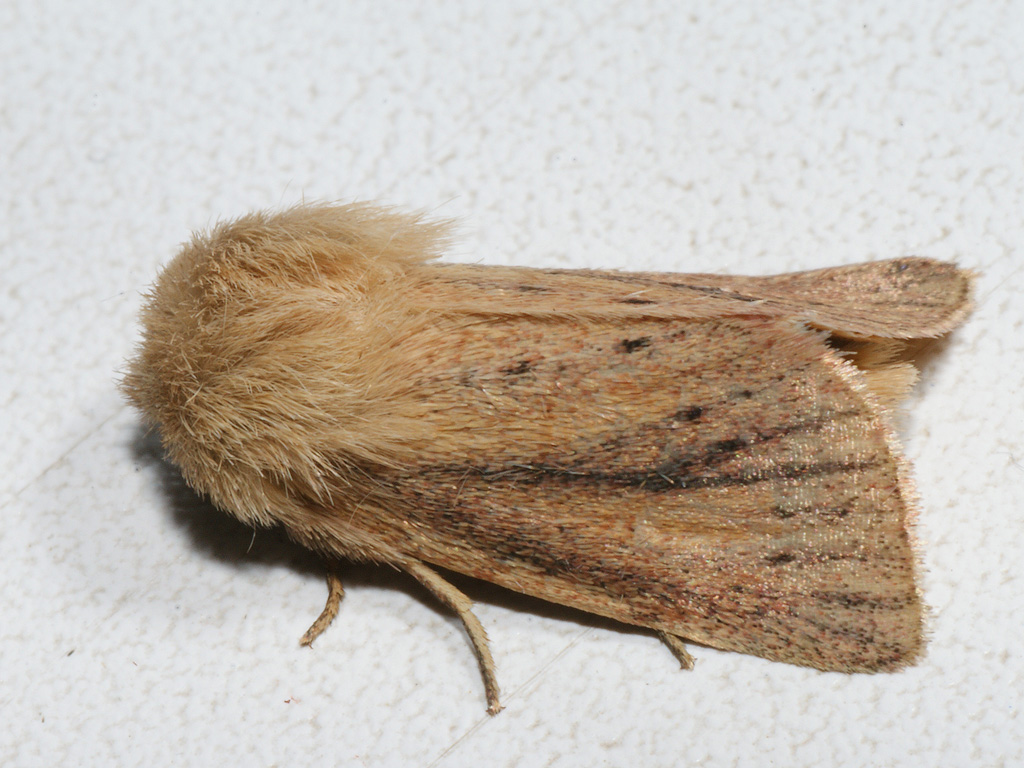
Imago fjäril
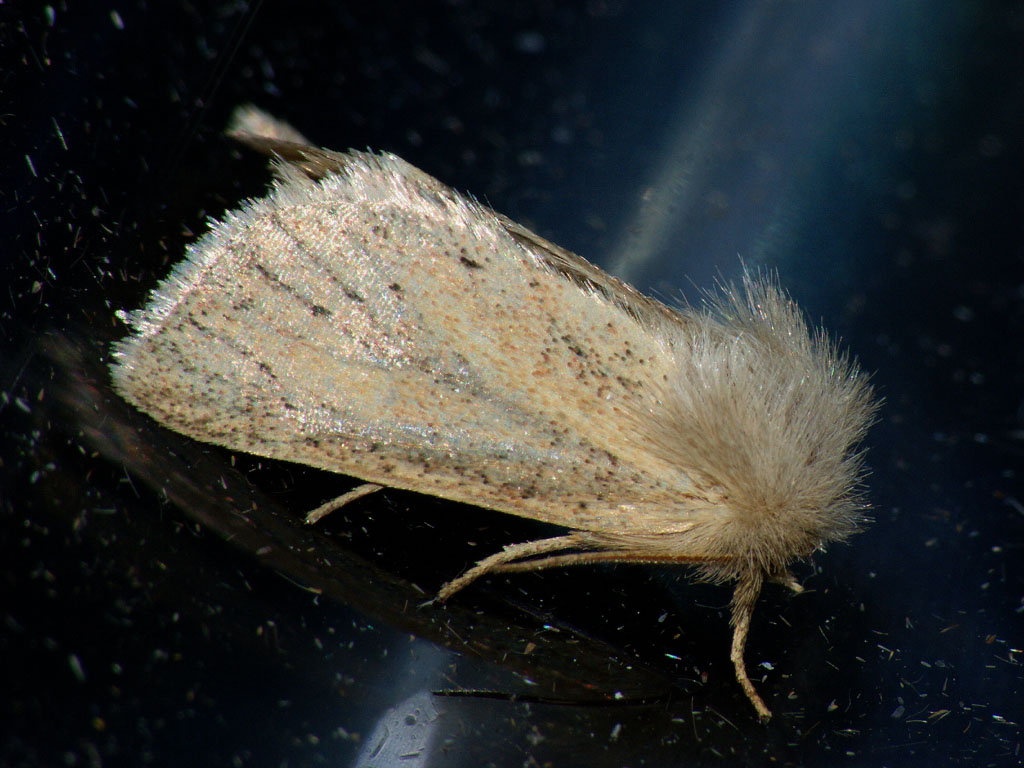
Imago fjäril
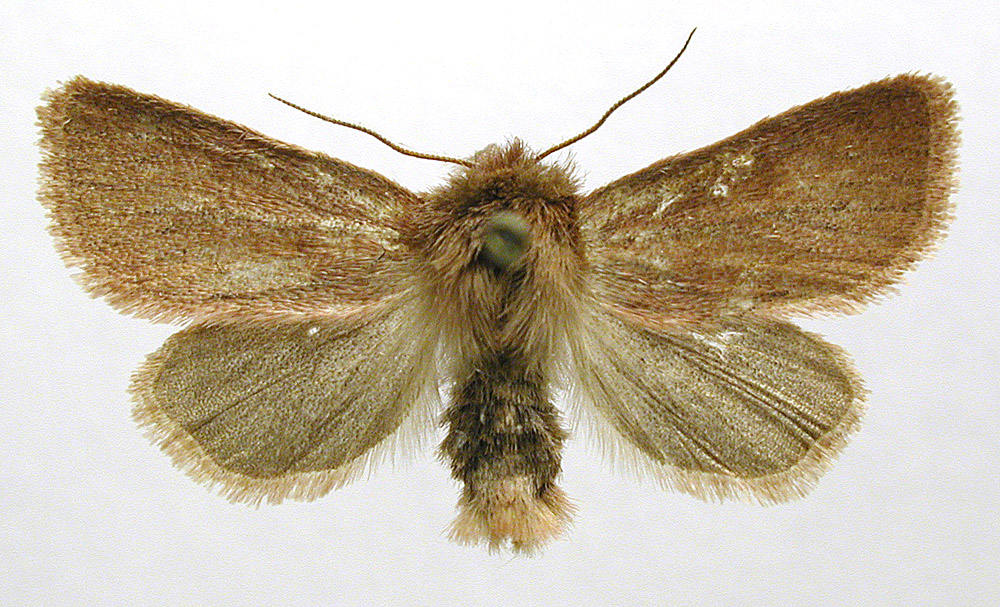
Preparerad (uppnålad) imago fjäril